# Polyrhachis
Polyrhachis is een geslacht van mieren uit de onderfamilie van de schubmieren (Formicinae).

## Soorten
Deze lijst van 632 stuks is mogelijk niet compleet.
- P. abbreviata Kohout, 2006
- P. abdita Kohout, 2007
- P. abdominalis Smith, F., 1858
- P. aberrans Kohout, 2008
- P. abnormis Donisthorpe, 1948
- P. abrupta Mayr, 1867
- P. aculeata Mayr, 1879
- P. acuminata Kohout, 2007
- P. achterbergi Kohout, 2006
- P. aedipus Forel, 1893
- P. aenescens Stitz, 1910
- P. aequalis Forel, 1910
- P. aerope Wheeler, W.M., 1922
- P. agesilas Forel, 1913
- P. alata Forel, 1904
- P. albertisi Emery, 1887
- P. alexisi Forel, 1916
- P. alphea Smith, F., 1863
- P. alphena Smith, F., 1860
- P. alluaudi Emery, 1892
- P. amana Smith, F., 1861
- P. ammon (Fabricius, 1775)
- P. ammonoeides Roger, 1863
- P. andrei Emery, 1921
- P. andromache Roger, 1863
- P. angusta Forel, 1902
- P. annae Mann, 1919
- P. annulata Kohout, 2007
- P. antennata Viehmeyer, 1912
- P. antoniae Stitz, 1911
- P. aporema Kohout, 2006
- P. appendiculata Emery, 1893
- P. arachne Emery, 1896
- P. arborea Kohout, 2008
- P. arcuata (Le Guillou, 1842)
- P. argenteosignata Emery, 1900
- P. argentosa Forel, 1902
- P. armata (Le Guillou, 1842)
- P. arnoldi Forel, 1914
- P. aruensis Viehmeyer, 1912
- P. asomaningi Bolton, 1973
- P. aspasia Forel, 1911
- P. atossa Forel, 1913
- P. atropos Smith, F., 1860
- P. atrovirens Emery, 1900
- P. aurea Mayr, 1876
- P. aureovestita Donisthorpe, 1937
- P. auriformis Donisthorpe, 1943
- P. aurita Emery, 1911
- P. australis Mayr, 1870
- P. baca Sorger & Zettel, 2010
- P. bakana Xu, 1998
- P. bakeri Viehmeyer, 1916
- P. bamaga Kohout, 1990
- P. banghaasi Viehmeyer, 1922
- P. barretti Clark, 1928
- P. barryi Kohout, 2006
- P. basirufa Emery, 1900
- P. batesi Forel, 1911
- P. beauforti Emery, 1911
- P. beccarii Mayr, 1872
- P. bedeloweryi Kohout, 2007
- P. bedoti Forel, 1902
- P. bellicosa Smith, F., 1859
- P. bicolor Smith, F., 1858
- P. bihamata (Dru Drury, 1773)
- P. binghamii Forel, 1893
- P. bismarckensis Forel, 1901
- P. boltoni Dorow & Kohout, 1995
- P. bosi Kohout, 2008
- P. bouvieri Santschi, 1928
- P. brachyspina Kohout, 2008
- P. braxa Bolton, 1973
- P. brendelli Kohout, 2008
- P. breviata Kohout, 2007
- P. brevicorpa Xu, 2002
- P. brevinoda Kohout, 2006
- P. breviorspinosa Donisthorpe, 1947
- P. browni Kohout, 2008
- P. bruehli Kohout, 2006
- P. bubastes Smith, F., 1863
- P. bugnioni Forel, 1908
- P. burmanensis Donisthorpe, 1938
- P. busiris Smith, F., 1860
- P. caeciliae Forel, 1912
- P. calypso Forel, 1911
- P. calliope Emery, 1900
- P. campbelli Mann, 1919
- P. carbonaria Smith, F., 1857
- P. carinata (Fabricius, 1804)
- P. castaneiventris Smith, F., 1858
- P. caulomma Viehmeyer, 1914
- P. cedarensis Forel, 1915
- P. celebensis Viehmeyer, 1913
- P. cephalotes Emery, 1893
- P. ceramensis Mayr, 1883
- P. cincta Viehmeyer, 1913
- P. cingula Donisthorpe, 1947
- P. circumdata Viehmeyer, 1913
- P. clarkei Donisthorpe, 1949
- P. cleopatra Forel, 1902
- P. cleophanes Smith, F., 1861
- P. clio Forel, 1902
- P. clotho Forel, 1902
- P. coerulescens Emery, 1897
- P. cognata Kohout, 2008
- P. compressicornis Smith, F., 1860
- P. concava André, 1889
- P. conops Forel, 1901
- P. consimilis Smith, F., 1858
- P. conspicua Kohout, 2006
- P. constricta Emery, 1897
- P. constructor Smith, F., 1857
- P. contemta Mayr, 1876
- P. continua Emery, 1887
- P. convexa Roger, 1863
- P. cornihumera Xu, 2002
- P. cornuhumera Zhou & Huang, 2002
- P. cornuta Stitz, 1910
- P. corporaali Santschi, 1928
- P. costulata Emery, 1897
- P. craddocki Bingham, 1903
- P. crassispinosa Viehmeyer, 1914
- P. crawleyi Forel, 1916
- P. creusa Emery, 1897
- P. croceiventris Emery, 1900
- P. cryptoceroides Emery, 1887
- P. cubaensis Mayr, 1862
- P. cupreata Emery, 1895
- P. curta André, 1890
- P. curvispina Forel, 1908
- P. cyaniventris Smith, F., 1858
- P. cybele Wheeler, W.M., 1919
- P. cydista Kohout, 2008
- P. cyphonota Xu, 1998
- P. cyrus Forel, 1901
- P. chaita Kohout, 2008
- P. chalybea Smith, F., 1857
- P. chapmani Kohout, 2006
- P. charaxa Smith, F., 1860
- P. chartifex Emery, 1900
- P. cheesmanae Donisthorpe, 1937
- P. daemeli Mayr, 1876
- P. dahlii Forel, 1901
- P. danum Kohout, 2006
- P. daphne Wheeler, W.M., 1919
- P. davydovi Karavaiev, 1927
- P. debilis Emery, 1887
- P. decellei Bolton, 1973
- P. decemdentata André, 1889
- P. deceptor Kohout, 2008
- P. decipiens Roger, 1863
- P. decora Kohout, 2007
- P. decumbens Kohout, 2006
- P. delecta Kohout, 2006
- P. delicata Crawley, 1915
- P. demangei Santschi, 1910
- P. denselineata Viehmeyer, 1914
- P. dentata Donisthorpe, 1947
- P. denticulata Karavaiev, 1927
- P. dentihumera Xu, 2002
- P. derecyna Smith, F., 1871
- P. diana Wheeler, W.M., 1909
- P. diaphanta Smith, F., 1861
- P. diotima Forel, 1911
- P. dispar Kohout, 2010
- P. dives Smith, F., 1857
- P. dohrni Forel, 1901
- P. dolomedes Smith, F., 1863
- P. dorowi Kohout, 2009
- P. dorsena Kohout, 2006
- P. durbanensis Forel, 1914
- P. durvillei Donisthorpe, 1938
- P. edentula Emery, 1900
- P. edwardi Donisthorpe, 1948
- P. elii Emery, 1900
- P. emeryana Mann, 1919
- P. emmae Santschi, 1920
- P. empesoi Kohout, 2006
- P. enigma Kohout, 2006
- P. epinotalis Santschi, 1924
- P. equina Smith, F., 1857
- P. erato Forel, 1902
- P. eremita Kohout, 1990
- P. erosispina Emery, 1900
- P. esarata Bolton, 1973
- P. escherichi Viehmeyer, 1914
- P. esuriens Emery, 1897
- P. etheli Chapman, 1963
- P. eudora Smith, F., 1860
- P. euryala Smith, F., 1863
- P. eurynota Emery, 1897
- P. euterpe Forel, 1902
- P. exarata Emery, 1887
- P. excellens Viehmeyer, 1912
- P. excisa Mayr, 1867
- P. excitata Viehmeyer, 1913
- P. exercita (Walker, 1859)
- P. exotica Kohout, 1987
- P. expressa Kohout, 2006
- P. femorata Smith, F., 1858
- P. fervens Smith, F., 1860
- P. festina Kohout, 2008
- P. fissa Mayr, 1902
- P. flavibasis Clark, 1930
- P. flavicornis Smith, F., 1857
- P. flavoflagellata Karavaiev, 1927
- P. follicula Menozzi, 1926
- P. foreli Kohout, 1989
- P. fornicata Emery, 1900
- P. fortis Emery, 1893
- P. frauenfeldi Mayr, 1862
- P. fruhstorferi Emery, 1898
- P. fulakora Mann, 1919
- P. fulgens Viehmeyer, 1912
- P. furcata Smith, F., 1858
- P. furcula Emery, 1911
- P. fuscipes Mayr, 1862
- P. gab Forel, 1879
- P. gagates Smith, F., 1858
- P. gamaii Santschi, 1917
- P. gazelle Kohout, 2013
- P. geminata Mann, 1919
- P. gentilis Kohout, 2007
- P. geometrica Smith, F., 1859
- P. gestroi Emery, 1900
- P. gibba Emery, 1901
- P. gibbosa Forel, 1908
- P. glabrinotum Clark, 1930
- P. glykera Forel, 1912
- P. gobini Kohout, 2008
- P. goramensis Emery, 1887
- P. gracilior Forel, 1893
- P. grandis Donisthorpe, 1949
- P. gravis Clark, 1930
- P. greensladei Kohout, 1990
- P. gressitti Kohout, 2007
- P. gribodoi Emery, 1887
- P. grisescens Emery, 1895
- P. guerini Roger, 1863
- P. halidayi Emery, 1889
- P. hashimotoi Kohout, 2007
- P. hastata (Latreille, 1802)
- P. hauxwelli Bingham, 1903
- P. hector Smith, F., 1857
- P. heinlethii Forel, 1895
- P. hemiopticoides Mukerjee, 1930
- P. hera Forel, 1911
- P. hermione Emery, 1895
- P. hexacantha (Erichson, 1842)
- P. hilaris Kohout, 2008
- P. hippomanes Smith, F., 1861
- P. hirsuta Mayr, 1876
- P. hirta Viehmeyer, 1914
- P. hispida Kohout, 2008
- P. hodgsoni Forel, 1902
- P. hoelldobleri Kohout, 2006
- P. hookeri Lowne, 1865
- P. horacei Hung, 1967
- P. horni Emery, 1901
- P. hortensis Forel, 1913
- P. hosei Donisthorpe, 1942
- P. hostilis Smith, F., 1859
- P. hungi Bolton, 1974
- P. hybosa Kohout, 2006
- P. ignota Kohout, 1987
- P. illaudata Walker, 1859
- P. imitator Kohout, 2008
- P. impressa Kohout, 2007
- P. incerta Kohout, 2008
- P. inclusa Viehmeyer, 1912
- P. incognita Kohout, 2008
- P. inconspicua Emery, 1887
- P. indificans (Jerdon, 1851)
- P. inducta Kohout, 2006
- P. inermis Smith, F., 1858
- P. inflata Kohout, 2006
- P. insularis Emery, 1887
- P. integra Kohout, 2006
- P. inusitata Kohout, 1989
- P. io Forel, 1915
- P. isacantha Emery, 1887
- P. ithona Smith, F., 1860
- P. jacksoniana Roger, 1863
- P. jacobsoni Forel, 1909
- P. javanica Mayr, 1867
- P. jerdonii Forel, 1892
- P. jianghuaensis Wang & Wu, 1991
- P. johnsoni Mann, 1919
- P. jurii Karavaiev, 1935
- P. kaipi Mann, 1919
- P. kazuoi Kohout, 2008
- P. keratifera Karavaiev, 1927
- P. khepra Bolton, 1973
- P. kokoda Kohout, 2007
- P. kyawthani Kohout, 2006
- P. labella Smith, F., 1860
- P. laboriosa Smith, F., 1858
- P. laciniata Emery, 1900
- P. lacteipennis Smith, F., 1858
- P. lachesis Forel, 1897
- P. laevigata Smith, F., 1857
- P. laevissima Smith, F., 1858
- P. lama Kohout, 1994
- P. lamellidens Smith, F., 1874
- P. laminata Mayr, 1867
- P. lanuginosa Santschi, 1910
- P. lata Emery, 1895
- P. latharis Bolton, 1973
- P. latinota Viehmeyer, 1912
- P. latispina Emery, 1925
- P. latona Wheeler, W.M., 1909
- P. latreillii (Guérin-Méneville, 1838)
- P. lauta Santschi, 1910
- P. leae Forel, 1913
- P. leonidas Forel, 1901
- P. leopoldi Santschi, 1932
- P. lepida Kohout, 2006
- P. lestoni Bolton, 1973
- P. levior Roger, 1863
- P. leviuscula Viehmeyer, 1916
- P. lilianae Forel, 1911
- P. limbata Emery, 1897

- P. limitis Santschi, 1939
- P. linae Donisthorpe, 1938
- P. litigiosa Emery, 1897
- P. lombokensis Emery, 1898
- P. longipes Smith, F., 1859
- P. loriai Emery, 1897
- P. loweryi Kohout, 1990
- P. lownei Forel, 1895
- P. lucidula Emery, 1893
- P. luctuosa Emery, 1921
- P. lugens Mayr, 1867
- P. lumi Kohout, 2007
- P. luteogaster Kohout, 2012
- P. lydiae Forel, 1902
- P. maai Kohout, 2007
- P. mackayi Donisthorpe, 1938
- P. macropa Wheeler, W.M., 1916
- P. maculata Forel, 1915
- P. machaon Santschi, 1920
- P. magnifica Menozzi, 1926
- P. malaensis Mann, 1919
- P. mamba Kohout, 2007
- P. manni Kohout, 2008
- P. manusensis Kohout, 2013
- P. marginata Smith, F., 1859
- P. maryatiae Kohout, 2007
- P. masaokai Kohout, 2008
- P. medusa Forel, 1897
- P. melpomene Emery, 1897
- P. mellita Kohout, 2008
- P. menelas Forel, 1904
- P. menozzii Karavaiev, 1927
- P. mentor Forel, 1901
- P. metella Smith, F., 1860
- P. micans Mayr, 1876
- P. militaris (Fabricius, 1782)
- P. mindanaensis Emery, 1923
- P. minima Kohout, 2007
- P. mitrata Menozzi, 1932
- P. mjobergi Forel, 1915
- P. modesta Smith, F., 1857
- P. moeschi Forel, 1912
- P. moesta Emery, 1887
- P. mondoi Donisthorpe, 1938
- P. monista Santschi, 1910
- P. montana Hung, 1970
- P. monteithi Kohout, 2006
- P. monticola Kohout, 2007
- P. muara Kohout, 2009
- P. mucronata Smith, F., 1859
- P. muelleri Forel, 1893
- P. murina Emery, 1893
- P. mutata Smith, F., 1858
- P. narendrani Karmaly, 2004
- P. neglecta Kohout, 2008
- P. nepenthicola Kohout, 2013
- P. neptunus Smith, F., 1865
- P. neuguinensis Kohout, 2013
- P. nigra Mayr, 1862
- P. nigrescens Karavaiev, 1927
- P. nigriceps Smith, F., 1863
- P. nigripes Emery, 1897
- P. nigrita Mayr, 1895
- P. nigropilosa Mayr, 1872
- P. nitens Donisthorpe, 1943
- P. nitida Smith, F., 1857
- P. noesaensis Forel, 1915
- P. nofra Bolton, 1975
- P. nomo Donisthorpe, 1941
- P. nudata Smith, F., 1860
- P. numeria Smith, F., 1861
- P. obesior Viehmeyer, 1916
- P. obliqua Stitz, 1911
- P. obscura Forel, 1895
- P. obtusa Emery, 1897
- P. ochracea Karavaiev, 1927
- P. oedacantha Wheeler, W.M., 1919
- P. ogatai Kohout, 2008
- P. olena Smith, F., 1861
- P. olybria Forel, 1912
- P. omyrmex (Donisthorpe, 1938)
- P. opalescens Clark, 1930
- P. ops Forel, 1907
- P. orbihumera Xu, 2002
- P. ornata Mayr, 1876
- P. orokana Kohout, 2007
- P. orpheus Forel, 1911
- P. osae Mann, 1919
- P. osiris Bolton, 1975
- P. otleti Forel, 1916
- P. pacifica Kohout, 2006
- P. pagana Santschi, 1928
- P. palaearctica Dietrich, 2004
- P. pallescens Mayr, 1876
- P. pallipes Donisthorpe, 1948
- P. parabiotica Chapman, 1963
- P. paracamponota Wang & Wu, 1991
- P. paromala Smith, F., 1863
- P. parva Kohout, 2007
- P. patiens Santschi, 1920
- P. paxilla Smith, F., 1863
- P. pelecta Kohout, 2007
- P. pellita Menozzi, 1922
- P. penelope Forel, 1895
- P. peregrina Smith, F., 1860
- P. personata Wheeler, W.M., 1919
- P. phalerata Menozzi, 1926
- P. phidias Forel, 1910
- P. philippinensis Smith, F., 1858
- P. phryne Forel, 1907
- P. piliventris Smith, F., 1858
- P. pilosa Donisthorpe, 1938
- P. pirata Sorger & Zettel, 2009
- P. planata Kohout, 2007
- P. planoculata Kohout, 2013
- P. plato Forel, 1911
- P. platynota Stitz, 1933
- P. platyomma Emery, 1921
- P. polymnia Forel, 1902
- P. porcata Emery, 1921
- P. pressa Mayr, 1862
- P. procera Emery, 1897
- P. prometheus Santschi, 1920
- P. proxima Roger, 1863
- P. pruinosa Mayr, 1872
- P. pseudothrinax Hung, 1967
- P. pubescens Mayr, 1879
- P. pulleni Kohout, 2013
- P. punctillata Roger, 1863
- P. punctiventris Mayr, 1876
- P. punjabi Bharti, 2003
- P. pyrrhus Forel, 1910
- P. queenslandica Emery, 1895
- P. radicicola Dahl, 1901
- P. ralumensis Forel, 1901
- P. rastellata (Latreille, 1802)
- P. reclinata Emery, 1887
- P. regesa Bolton, 1973
- P. regularis Mayr, 1867
- P. reidi Kohout, 2007
- P. relucens (Latreille, 1802)
- P. rere Mann, 1919
- P. retrorsa Emery, 1900
- P. retusa Kohout, 2007
- P. revoili André, 1887
- P. rhea Forel, 1911
- P. ridleyi Forel, 1912
- P. rixosa Smith, F., 1858
- P. roberti Kohout, 2007
- P. robsoni Kohout, 2006
- P. robusta Kohout, 2013
- P. romanovi Santschi, 1928
- P. roomi Kohout, 2007
- P. rossi Donisthorpe, 1948
- P. rotoccipita Xu, 2002
- P. rotumana Wilson & Taylor, 1967
- P. rowlandi Forel, 1910
- P. rubigastrica Wu & Wang, 1991
- P. ruficornis Smith, F., 1857
- P. rufifemur Forel, 1907
- P. rufipalpis Santschi, 1910
- P. rufipes Smith, F., 1858
- P. rufofemorata Smith, F., 1859
- P. rugifrons Smith, F., 1860
- P. rupicapra Roger, 1863
- P. rustica Kohout, 1990
- P. rutila Kohout, 2006
- P. saevissima Smith, F., 1860
- P. saigonensis Forel, 1886
- P. salebrosa Kohout, 2008
- P. salomo Forel, 1910
- P. santschii Mann, 1919
- P. scabra Kohout, 1987
- P. scapulata Santschi, 1932
- P. scissa (Roger, 1862)
- P. sculpta Emery, 1887
- P. sculpturata Smith, F., 1860
- P. scutulata Smith, F., 1859
- P. schang Forel, 1879
- P. schellerichae Dorow, 1996
- P. schenkii Forel, 1886
- P. schistacea (Gerstäcker, 1859)
- P. schlueteri Forel, 1886
- P. schoopae Forel, 1902
- P. schwiedlandi Forel, 1902
- P. sedlaceki Kohout, 2006
- P. semiaurata Mayr, 1876
- P. semiinermis Donisthorpe, 1941
- P. semiobscura Donisthorpe, 1944
- P. semipolita André, 1896
- P. semitestacea Emery, 1900
- P. senilis Forel, 1902
- P. sericata (Guérin-Méneville, 1831)
- P. sericeopubescens Donisthorpe, 1941
- P. setosa Kohout, 2006
- P. sexspinosa (Latreille, 1802)
- P. shixingensis Wu & Wang, 1995
- P. sidnica Mayr, 1866
- P. similis Viehmeyer, 1912
- P. simillima Emery, 1900
- P. simpla Santschi, 1928
- P. simulans Kohout, 2007
- P. sinuata Kohout, 2013
- P. smithi Emery, 1901
- P. snellingi Kohout, 2007
- P. sokolova Forel, 1902
- P. solivaga Menozzi, 1926
- P. solmsi Emery, 1887
- P. sophocles Forel, 1908
- P. sparaxes Smith, F., 1863
- P. spengeli Forel, 1912
- P. spinicola Forel, 1894
- P. spinifera Stitz, 1911
- P. spinigera Mayr, 1879
- P. spinosa Mayr, 1867
- P. spitteleri Forel, 1916
- P. splendens Santschi, 1932
- P. stigmatifera Kohout, 1990
- P. stitzi Santschi, 1928
- P. storki Kohout, 2008
- P. striata Mayr, 1862
- P. striatorugosa Mayr, 1862
- P. strictifrons Emery, 1898
- P. strumosa Kohout, 2006
- P. stylifera Karavaiev, 1935
- P. subaenescens Viehmeyer, 1912
- P. subcyanea Emery, 1897
- P. subfossa Viehmeyer, 1913
- P. subfossoides Karavaiev, 1927
- P. subpilosa Emery, 1895
- P. subtridens Emery, 1900
- P. sukarmani Kohout, 2007
- P. sulang Kohout, 2006
- P. sulawesiensis Kohout, 2008
- P. sulcata André, 1895
- P. sulcifera Kohout, 2007
- P. sylvicola (Jerdon, 1851)
- P. tambourinensis Forel, 1915
- P. tapini Kohout, 2013
- P. taylori Kohout, 1988
- P. templi Forel, 1902
- P. terpsichore Forel, 1893
- P. tersa Viehmeyer, 1914
- P. textor Smith, F., 1857
- P. thailandica Kohout, 2006
- P. thais Forel, 1910
- P. thompsoni Bingham, 1903
- P. thrinax Roger, 1863
- P. thusnelda Forel, 1902
- P. tianjingshanensis Quin & Zhou, 2008
- P. tibialis Smith, F., 1858
- P. tragos Stitz, 1925
- P. transiens Bolton, 1973
- P. trapezoidea Mayr, 1876
- P. triaena Wheeler, W.M., 1919
- P. tricuspis André, 1887
- P. trina Donisthorpe, 1944
- P. trispinosa Smith, F., 1861
- P. tristis Mayr, 1867
- P. trophima Smith, F., 1863
- P. tschu Forel, 1879
- P. tubericeps Forel, 1893
- P. tuberosa Kohout, 2006
- P. tubifera Forel, 1902
- P. tubifex Karavaiev, 1926
- P. turneri Forel, 1895
- P. tyrannica Smith, F., 1858
- P. ugiensis Mann, 1919
- P. ulysses Forel, 1910
- P. umboi Kohout, 2007
- P. undulata Kohout, 2006
- P. unicuspis Emery, 1898
- P. vanachterbergi Kohout, 2008
- P. varicolor Viehmeyer, 1916
- P. variegata Kohout, 2007
- P. venus Forel, 1893
- P. vermiculosa Mayr, 1876
- P. vestita Smith, F., 1860
- P. viehmeyeri Emery, 1921
- P. vigilans Smith, F., 1858
- P. villipes Smith, F., 1857
- P. villosa Emery, 1897
- P. vindex Smith, F., 1857
- P. viola Zettel, 2013
- P. violaceonigra Viehmeyer, 1914
- P. viscosa Smith, F., 1858
- P. vitalisi Santschi, 1920
- P. volkarti Forel, 1916
- P. wagneri Viehmeyer, 1914
- P. waigeuensis Donisthorpe, 1943
- P. wallacei Emery, 1887
- P. wamuki Kohout, 2007
- P. wardi Kohout, 2007
- P. weissi Santschi, 1910
- P. wellmani Forel, 1909
- P. wheeleri Mann, 1919
- P. widodoi Kohout, 2006
- P. wilsoni Kohout, 2007
- P. wolfi Forel, 1912
- P. wroughtonii Forel, 1894
- P. xanthippe Forel, 1911
- P. xiphias Smith, F., 1863
- P. yarrabahensis Forel, 1915
- P. yerburyi Forel, 1893
- P. yorkana Forel, 1915
- P. ypsilon Emery, 1887
- P. zhengi Zhou & Huang, 2002
- P. zimmerae Clark, 1941
- P. zopyra Smith, F., 1861